# 국립철도박물관 (잉글랜드)

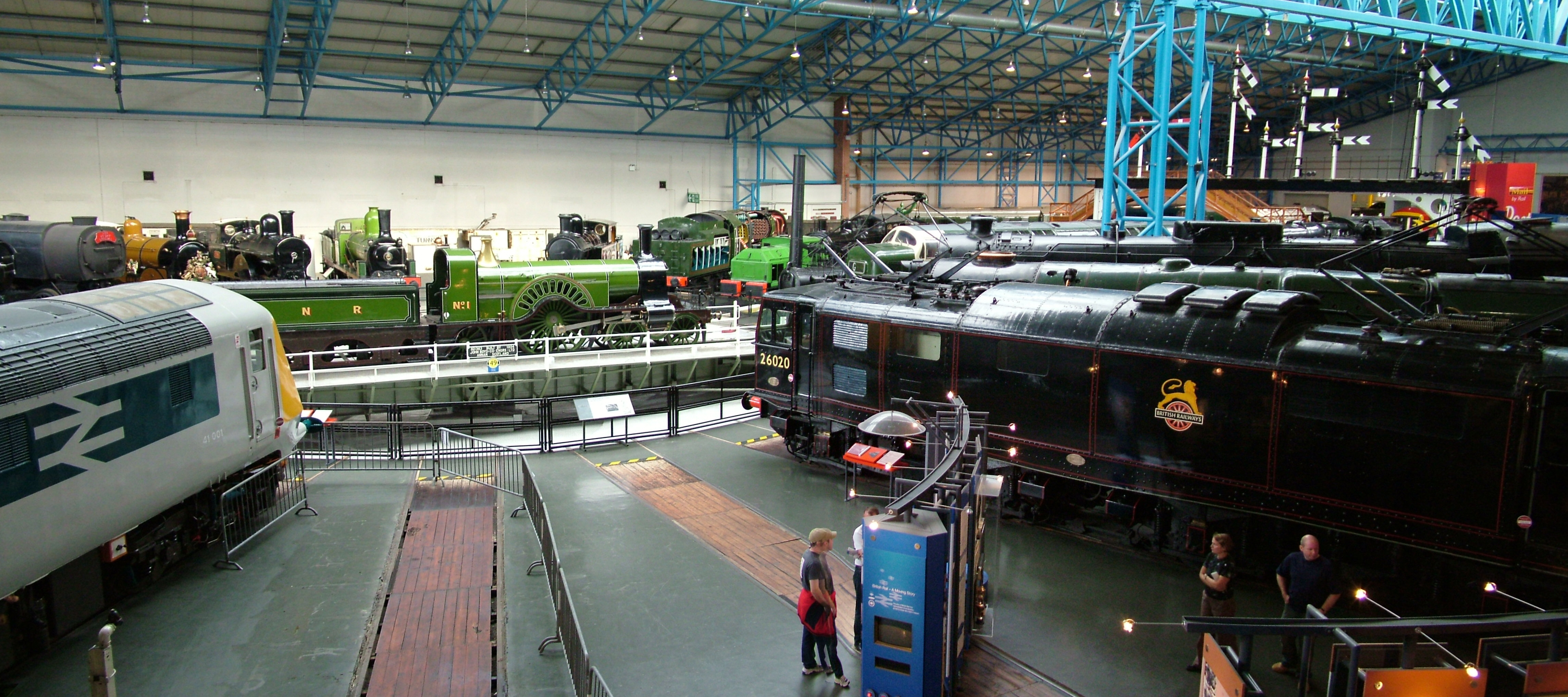
영국 국립 철도박물관

영국 국립 철도박물관(영어: National Railway Museum, NRM)은 영국 노스요크셔주 요크에 위치한 철도 박물관이다.

## 같이 보기
- 철도박물관 목록